# The Tamarind Seed
The Tamarind Seed (La llavor de tamarinde) és una pel·lícula de drama romàntic de coproducció britànico-estatunidenca del 1974 escrita i dirigida per Blake Edwards i protagonitzada per Julie Andrews i Omar Sharif. Basada en la novel·la The Tamarind Seed escrita per Evelyn Anthony el 1971, la pel·lícula mostra una relació sentimental que implica una funcionària britànica del Home Office i un agregat militar soviètic embolicats en una intriga en la Guerra Freda. The Tamarind Seed va ser la primera pel·lícula produïda per Lorimar Productions. La banda sonora fou composta per John Barry.

## Sinopsi
Tornant d'una aventura sentimental, Judith Farrow coneix a l'illa de Barbados al coronel rus Fíodor Sverdlov. Treballa als serveis secrets soviètics de París, però ja no creu en els ideals comunistes i ja fa temps que sospita del partit. La seva atracció sincera per la dona anglesa, intel·ligent i intel·lectualment independent com ell, és immediata. Judith també està fascinada, però es resisteix a entregar-se plenament, encara inquietada per la mort del seu marit i la ruptura amb un home del Servei d'Intel·ligència, l'organització per a la que treballa a Londres. El que es converteix gradualment en una relació cada cop més estreta preocupa als agents de les dues parts, convençuts que la reunió no és accidental.
De tornada a Europa, els dos continuen veient-se, malgrat que Intelligence adverteix a la dona que Sverdlov, amb tota probabilitat, pretén treure-la dels serveis secrets britànics i portar-la al seu costat. És cert el que l'home ho fa creure al seu superior, el general Golitsyn, per continuar veient Judith. Quan la senyora Farrow, ara plenament enamorada, s'assabenta que Sverdlov ha estat enviat a la seva terra natal amb el pretext de salvar el matrimoni amb una dona que ha demanat per divorci, però en realitat ha estat assassinada a causa de les seves visions subversives, convenç els seus superiors perquè el protegeixin. Sverdlov, a canvi, revelarà la identitat de Blue, un misteriós individu que secretament col·labora amb Moscou des de dins.
El pla exigeix que Judith acompanyi Fíodor a Barbados i, després, marxin a Ottawa. A l'illa del Carib, els homes de Golitsyn intenten matar el traïdor. La televisió i els diaris difonden la notícia de la seva mort, provocant la desesperació de la dona. Però Sverdlov és viu i ja al Canadà, tots dos aconsegueixen retrobar-se finalment.

## Repartiment
- Julie Andrews - Judith Farrow
- Omar Sharif - Feodor Sverdlov
- Anthony Quayle - Jack Loder
- Dan O'Herlihy - Fergus Stephenson
- Sylvia Syms - Margaret Stephenson
- Oskar Homolka - General Golitsyn
- Bryan Marshall - George MacLeod
- David Baron - Richard Paterson
- Celia Bannerman - Rachel Paterson
- Roger Dann - Col. Moreau
- Sharon Duce - Sandy Mitchell
- George Mikell - Maj. Stukalov
- Kate O'Mara - Anna Skriabina
- Constantine Gregory - Dimitri Memenov
- John Sullivan - 1r agent KGB
- Terence Plummer - 2n agent KGB
- Leslie Crawford - 3r agent KGB
- Alexei Jawdokimov - Igor Kalinin
- Janet Henfrey - Cap de Secció ambaixada[1]

## Producció
La novel·la fou publicada el 1971. La pel·lícula va ser parcialment finançada per Sir Lew Grade com a part d'un acord de dues pel·lícules per aconseguir que Andrews es comprometés a un programa de televisió. (L'altra pel·lícula era Trilby). Va ser la primera pel·lícula d'Andrews en quatre anys des de Darling Lili. Durant aquest temps, s'havia casat amb Blake Edwards i es va concentrar a criar els seus fills. Andrews va dir "Aquesta és una bonica pel·lícula, és el que cal per al meu retorn."
The Tamarind Seed fou filmada als exteriors de Barbados, Belgravia (inclòs Eaton Square) a Londres, i París.

## Recepció
La pel·lícula va rebre una Royal Command Performance.
Lew Grade va dir que la pel·lícula "va anar bastant bé" a la taquilla, però afirma que va lluitar per guanyar molts diners de la pel·lícula perquè Blake Edwards i Julie Andrews van assumir un percentatge tan gran dels beneficis (Andrews el 10% del brut, Edwards 5%). Aquesta era la pràctica habitual d'una estrella i un escriptor/director amb una facturació elevada, ja que els seus noms adjunts són el que, generalment, aporten una audiència més gran i beneficis bruts majors per obtenir una pel·lícula amb un pressupost baix.
En la seva revisió del 1974 a Movietone News, Kathleen Murphy va escriure que la pel·lícula era un bon exemple del concepte de "la comunitat de dos" en el context de forces internacionals complexes que van dur a terme una guerra freda. Murphy va escriure: 
| « | Característicament, l'últim baluard d'estabilitat i decència resideix en la comunitat de dos amants, la fidelitat i el compromís l'un amb l'altre pot transcendir momentàniament, però s'aconsegueix en última instància i amb perfecció en els jocs de la Guerra Freda. Els propis jocs s'han convertit en massa familiars i previsiblement nihilistes: els mitjans es destinen a aconseguir finalitats que només posseeixen realitat sols per a aquells compradors desconeguts que facin un seguiment dels dèficits i els actius de l'espionatge internacional. ... El sistema mata - per actitud moral o violentament, físicament - però sempre es conserva l'abstracció de la seguretat internacional per una despesa terrible i malbaratada de recursos humans. En disminuir la moneda moral que permet als homes i a les dones enfrontar-se els uns amb els altres, fins i tot amb una mínima confiança o afecte, el món és segur per a ... bé, no les persones, però ... alguna cosa. | » |

Murphy conclou que The Tamarind Seed converteix aquest gènere de "la comunitat de dos" en el veritable article que "canvia i remodela el nostre pensament, sentint i veient". Al seu lloc, una "nova percepció de la realitat" transcendeix els confins del cinema i s'endinsa en el "territori més gran, menys definit i, per tant, menys comprensible de les nostres vides".